# تشن تشاوشيا
تشن تشاوشيا (بالصينية: 陈朝霞) (من مواليد 25 أبريل 1975) هي لاعبة هوكي الحقل من الصين.
شاركت في دورة الألعاب الآسيوية 2006 في الدوحة، قطر.

## روابط خارجية
- تشن تشاوشيا على موقع اللجنة الأولمبية الدولية (الإنجليزية)
- تشن تشاوشيا على موقع أوليمبيديا (الإنجليزية)
- تشن تشاوشيا على موقع اللجنة الأولمبية الصينية (الإنجليزية)